# Farshid Moussavi
Pour les articles homonymes, voir Moussavi.
Farshid Moussavi (née en 1965 à Chiraz en Iran) est une architecte britannique d'origine iranienne.

## Biographie
Elle émigre à Londres en 1979.
Elle commence ses études d'architecture à l'Université de Dundee où elle obtient sa Licence d'architecture, puis poursuit ses études à Londres où elle est diplômée à la Bartlett School of Architecture, dépendant de l'University College de Londres, puis à Harvard, où elle obtient un master de la Graduate School of Design, le Mars II.
Elle travaille ensuite dès 1988 au Renzo Piano Building Workshop à Gênes, puis de 1991 à 1993 à l'Office for Metropolitan Architecture avec Rem Koolhaas à Rotterdam, où elle rencontre Alejandro Zaera Polo, avec lequel elle cofonde l'atelier Foreign Office Architects (FOA) à Londres en 1995. Avec l'atelier FOA, elle acquiert une renommée internationale en réalisant le terminal maritime international de Yokohama (Yokohama International Passenger Terminal), entre 1995 et 2002.
Elle a été professeur invitée à l'Institut Berlage à Rotterdam, le Hoger Instituut Architectuur Sint-Lucas à Gand, et aux États-Unis, à l'Université de Californie à Los Angeles (UCLA), université  Columbia et université de Princeton, et dans plusieurs écoles en Europe. Elle a également été porte-parole de Kenzo Tange Conception au GSD au printemps 2005 et a enseigné pendant près de huit ans à l'Architectural Association de Londres (1993-2000) et à l'Académie des beaux-arts de Vienne. À ce jour, depuis 2005, elle enseigne à la Graduate School of Design de Harvard. Elle a également présenté son travail à travers des conférences, des congrès et des colloques.
Elle agit aussi comme membre de jury pour de nombreux concours internationaux d'architecture et a siégé à des comités de conception comme le Groupe consultatif international du Design, l'Or du RIBA, le Stirling Prize, et la Biennale de Venise. En 2004, elle a été présidente du Jury puis l'année suivante elle devient membre du comité directeur du Prix Aga Khan d'Architecture. Depuis 2007, elle a été membre du «Design for London» du groupe consultatif, établi par le maire de Londres pour soutenir l'excellence dans la conception et la livraison des projets bien conçus à travers Londres. En 2007, elle rejoint le conseil consultatif de l'Art le Thyssen Bornemisza Art Contemporain. En 2009, elle rejoint le conseil d'administration de la Whitechapel Gallery, ainsi que le conseil d'administration de la Fondation d'architecture de Londres.
En juin 2011, elle annonce officiellement sa nouvelle agence internationale basée à Londres : la FMA (pour Farshid Moussavi Architecture). Désormais, elle travaille sur les projets du musée d'art contemporain de Cleveland aux États-Unis et le musée Coran à Téhéran.

### Recherche
Parallèlement à sa pratique professionnelle, Farshid Moussavi s'investit dans la recherche, notamment au sein des universités où elle enseigne. Elle a commencé ses recherches auprès de l'Architectural Association où elle cherche à identifier les instruments permettant à la conception architecturale d'intégrer de nouvelles formes construites avec logique et créativité. En explorant les potentialités du diagramme, la technologie de l'information, le paysage, l'iconographie, les nouvelles techniques de construction et les enveloppes vides, Farshid Moussavi étudie les outils susceptibles d'être utilisés pour développer d'autres modèles théoriques à la pratique de l'architecture.
Depuis 2004, la recherche de l'architecte iranienne porte essentiellement sur la manière dont l'architecture assemble et travaille la matière pour donner à chaque forme construite des sensations associées. Son travail sur l'esthétique est influencé par des philosophes, notamment Spinoza, Gilles Deleuze et Félix Guattari. À la suite des travaux de Gilles Deleuze sur les sens, elle suppose que les expériences sensorielles des formes construites jouent un rôle essentiel dans le vécu quotidien des individus et donc dans les cultures. Elle considère les formes construites comme des « forces actives » qui interagissent avec l'individu et affectent nos modes de pensée. Elle affirme que la pratique de l'architecte et des processus de conception, qu'elle considère comme la critique de la pratique de la culture, doivent être repenser pour produire des formes construites avec une approche multidisciplinaire et ainsi produire de nouvelles sensations.

### Publications
Dans son premier livre, La Fonction de l'ornement, elle expose que l'architecture a besoin de mécanismes qui lui permettent de rester connecter à la culture. Elle y parvient en permanence en capturant des forces qui façonnent notre société en tant que matière à travailler. La matérialité de l'architecture est donc une composite, constituée de forces visibles (structurelle, fonctionnelle, physique) ainsi que des forces invisibles (culturelle, politique, temporelle). L'architecture progresse à travers de nouveaux concepts qui se connectent avec ces forces, qui se manifestent dans de nouvelles compositions esthétiques et affectives. L'ornement est le sous-produit de ce processus, par lequel le matériau architectural est organisé pour transmettre des sensations uniques. Ce livre est un guide graphique pour ornements dans le vingtième siècle. Elle dévoile la fonction d'ornement comme l'agent spécifique de sensation, le démontage de l'idée que l'ornement est appliquée aux bâtiments comme une entité discrète ou non essentielle. Pour chaque cas étudié, elle cherche à exploiter des synergies spécifiques entre l'extérieur et l'intérieur, la construction d'un ordre interne entre les ornements et le matériel. Ces ordres internes produisent des expressions qui lui sont contemporaines, mais dont les effets sont résistants dans le temps.
Dans La Fonction de la formule, l'architecte Farshid Moussavi, présente une critique provocatrice de la relation historiquement opposées entre fonction et forme pour révéler la contradiction au cœur du modernisme. Elle soutient qu'il faut s'éloigner de la définition de la fonction en tant qu'utilité pour l'aligner avec la façon dont la fonction est définie dans les mathématiques, la biologie  ou de la musique. La forme quant à elle doit être considérée non seulement dans la façon dont les bâtiments sont produits, mais aussi comment ils transmettent des émotions. La fonction et la forme, considérés ensemble dans l'architecture, s'opposent au dualisme qui a défini notre approche de l'environnement bâti à travers le XXe siècle. Ce livre fournit un compte rendu à réfléchir sur les défis de l'environnement du XXIe siècle construit, et une sensibilisation animé des possibilités plus larges de la forme architecturale.

### Principales réalisations
- 2006 : musée d'art contemporain, Cleveland
- 2010 : musée Coran, Téhéran
- 2011 : complexe résidentiel La Défense, Paris
- 2017 : Folie Divine, Montpellier

## Sources
- Cet article est partiellement ou en totalité issu de l'article intitulé « Foreign Office Architects » (voir la liste des auteurs).